# Franco Andrea Bonelli
Franco Andrea Bonelli (Cuneo, 10 november 1784 - Turijn, 18 november 1830) was een Italiaans entomoloog, ornitholoog en verzamelaar.
Bonelli is het meest bekend door zijn werk over vogels en de familie van de loopkevers (Carabidae). Dit was op het moment dat Bonelli zich er in verdiepte nog een weinig ontgonnen gebied. Hij beschreef vele soorten, families en stammen voor het eerst. Veel van deze beschrijvingen zijn nog steeds actueel.

## Werken
- Catalogue des Oiseaux du Piemont (1811).
- Observations Entomologiques. Première partie (1810).
- Observations Entomologiques. Deuxieme partie (1813)

De laatste twee zijn basiswerken in de entomologie, hierin werden vele nieuwe taxa geïntroduceerd.
- Gemeinsame Normdatei: 116238097
- International Standard Name Identifier: 0000 0000 3915 8658
- Library of Congress Control Number: nb2007020621
- Système universitaire de documentation: 085902829
- Virtual International Authority File: 64753091
- WorldCat: E39PBJkXrQchdWWJTcDJYX3RKd